# Književnost u 1648.
◄◄ | ◄ | 1645. | 1646. | 1647. | 1648.  | 1649. | 1650. | 1651. | ► | ►►
Arhitektura • Astronomija • Glazba • Kazalište • Kiparstvo • Knjige • Književnost • Kršćanstvo • Medicina • Politika • Pravo • Promet • Slikarstvo • Znanost
Književnost u 1648.

## Svijet

### Rođenja
- Juana Inés de la Cruz

## Vanjske poveznice
|  | Zajednički poslužitelj ima još gradiva o temi Književnost u 1648. |